# Подводные лодки типа «Рокен»
Подводные лодки типа «Рокен» (фр. Classe Requin) — крейсерские подводные лодки французского флота, построенные в 20-е годы XX века. Первые океанские лодки межвоенного периода, предназначенные для службы в колониях, действий на коммуникациях и разведки. По французской классификации являлись подводными лодками 1-го класса (водоизмещением свыше 1000 тонн). Всего построили 9 субмарин этого типа по программам 1922 (6 единиц) и 1925 (3 единицы) годов.

## Конструкция и вооружение
При проектировании использовался опыт изучения германских субмарин U-119 и U-139, полученных Францией по репарациям после Первой мировой войны. Лодки имели двухкорпусную конструкцию и могли погружаться на глубину до 80 метров. Недостатками этих лодок являлись плохая управляемость и низкая скорость в надводном положении. В 1935—1937 годах все лодки прошли модернизацию, связанную с переделкой энергетической установки, в результате надводная скорость возросла с 15 до 18,5 узлов.
Вооружение лодок было представлено десятью 550-мм ТА, шесть из которых располагались в пределах прочного корпуса (4 носовых, 2 кормовых), а четыре — в двухтрубных поворотных торпедных установках размещенных перед рубкой и за ней. 100-мм артиллерийское орудие было размещено на палубе перед рубкой.

## Служба
Из девяти лодок этого типа восемь были уничтожены в ходе войны, они участвовали в боевых действиях как на стороне союзников так и на стороне стран Оси.

## Список подводных лодок
| Подводная лодка                         | Верфь | Спущена на воду | Начало службы | Конец службы |
| --------------------------------------- | ----- | --------------- | ------------- | --- |
| Рокен (Акула) (фр. Requin)              | АC    | 19.07.1924      | 28.05.1926    | захвачена немцами в Бизерте, передана итальянцам, получила номер FR-113, но в строй не вводилась, взорвана 9.09.1943 |
| Суфлёр (Афалина) (фр. Souffleur)        | АC    | 1.10.1924       | 10.08.1926    | потоплена 25.06.1941 в районе Бейрута британской подводной лодкой «Партиэн» |
| Морс (Морж) (фр. Morse)                 | АC    | 9.05.1925       | 10.02.1928    | погибла 15.06.1940 на мине у Сфакса, по итальянской версии потоплена подводной лодкой «Дарбо» |
| Нарваль (Нарвал) (фр. Narval)           | АC    | 9.05.1925       | 23.07.1926    | после заключения перемирия 26.06.1940 перешла на Мальту и присоединилась к союзникам, погибла 15-19.12.1940 на мине у побережья Туниса, или потоплена итальянским эсминцем «Куртатоне», или потоплена 7.01.1941 итальянским миноносцем «Клио» |
| Марсуэн (Морская свинья) (фр. Marsouin) | АB    | 27.12.1924      | 7.09.1927     | ушла из Тулона в Алжир и присоединилась к союзникам, в начале 1944 выведена в резерв, отправлена на слом в 1946 |
| Дуфэн (Дельфин-белобочка) (фр. Dauphin) | АT    | 2.04.1925       | 22.11.1927    | захвачена немцами в Бизерте, передана итальянцам, получила номер FR-115, но в строй не вводилась, взорвана 15.09.1943 |
| Кайман (Кайман) (фр. Caiman)            | АC    | 3.03.1927       | 7.02.1928     | затоплена в Тулоне, позднее поднята и вновь потоплена союзной авиацией 11.03.1944 |
| Фок (Тюлень) (фр. Phoque)               | АB    | 16.3.1926       | 7.05.1928     | захвачена немцами в Бизерте, передана итальянцам, получила номер FR-111, введена в строй, потоплена 28.02.1943 союзной авиацией у Сиракуз (Сицилия)                                                                                           |
| Эспадон (Меч-рыба) (фр. Espadon)        | АT    | 28.05.1926      | 16.12.1927    | захвачена немцами в Бизерте, передана итальянцам, получила номер FR-114, но в строй не вводилась, взорвана 13.09.1943 |